# アペタイト・フォー・ディストラクション
『アペタイト・フォー・ディストラクション』（Appetite for Destruction）は、ガンズ・アンド・ローゼズのデビュー・アルバム。

## 解説
- 全米ビルボードチャート初登場は182位。バンドメンバーのアルコールやドラッグの問題から、MTVが当初ミュージック・ビデオの放映を拒否するが、ゲフィン・レコードの上層部の説得により、「Welcome to the Jungle」が放映されると一気に人気に火がつき、50週間後に1位まで昇り詰めた。
- 今までにアメリカだけで1,800万枚、全世界累計では2,800万枚以上を売り上げている。
- ライブでも多くの曲が演奏されている、バンドを代表するアルバムである。
- 発売当時のジャケットは、ロバート・ウィリアムス（英語版）作の絵画"Appetite for Destruction"（ロボットが女性をレイプする内容）を使用していたが、発売直後にクレームがつき、十字架のタトゥー柄に変更となった。「レイプ・ジャケット」は、後に日本発売のみのライブ・ミニ・アルバム『EP（邦題「ライブ・フロム・ザ・ジャングル」）』に流用された後、1990年の日本再発版ではオリジナル・ジャケットが使用された。
- 1987年に「It's So Easy」（先行シングル）。翌1988年に「Welcome to the Jungle」（全米7位）と「Sweet Child o' Mine」（全米1位）、さらに翌1989年に「Paradise City」（全米5位）と「Nightrain」（全米93位）の5作がシングル・カットされた。
- 『ローリング・ストーン』誌の「オールタイム・ベスト・アルバム500」(大規模なアンケートによる選出)と「オールタイム・ベスト・デビュー・アルバム100」に於いて、それぞれ62位[1]と4位[2]にランクイン。
- 最終曲「ロケット・クイーン」のブリッジ部分には、女性がクライマックスを迎える声が収録されているが、これはアクセル・ローズが、スティーヴン・アドラーの彼女だったアドリアーナ・スミスとスタジオで性行為に及び録音したものである。しかしその後、アドリアーナ・スミスは罪悪感と恥辱感に苦しみ、数年間、後遺症に悩まされた[3]。
- 2012年、バンドはロックの殿堂入りを果たし、授賞式でのプレゼンターをグリーン・デイが務めた際、ビリー・ジョー・アームストロングは「ロックンロール史上最高のデビュー・アルバム」「全ての曲が衝撃的で、聴く者を怪しげなロサンゼルスの世界へと連れて行く。彼らが他の誰とも違ったのは、ガッツがあったからだ」と評した[4]。
- 2024年3月20日、歴史的・文化的に価値のある作品に贈られるグラミーの殿堂に、本作が選出されたことを米レコーディング・アカデミーが発表した[5]。

## カバー
- 「イッツ・ソー・イージー」は、マニック・ストリート・プリーチャーズ等が取り上げた。
- 「スウィート・チャイルド・オブ・マイン」は、シェリル・クロウ等が取り上げた。
- 第45回スーパーボウルでもハーフタイムショーにスラッシュが登場、ギターに合わせブラック・アイド・ピーズのファーギーが「スウィート・チャイルド・オブ・マイン」を熱唱した。

## 収録曲
全曲、ガンズ・アンド・ローゼズ作曲
1. ウェルカム・トゥ・ザ・ジャングル - "Welcome to the Jungle" – 4:31
2. イッツ・ソー・イージー - "It's So Easy"– 3:21
3. ナイトレイン - "Nightrain"– 4:26
4. アウト・タ・ゲット・ミー - "Out ta Get Me" – 4:20
5. ミスター・ブラウンストーン - "Mr. Brownstone"– 3:46
6. パラダイス・シティ - "Paradise City"– 6:46
7. マイ・ミシェル - "My Michelle" – 3:39
8. シンク・アバウト・ユー - "Think About You"– 3:50
9. スウィート・チャイルド・オブ・マイン - "Sweet Child o' Mine"– 5:55
10. ユー・アー・クレイジー - "You're Crazy"– 3:15
11. エニシング・ゴーズ - "Anything Goes"– 3:25
12. ロケット・クイーン - "Rocket Queen" – 6:13

※LPで発売された当初、1曲目から6曲目までのA面は「Side G」、7曲目から12曲目までのB面は「Side R」と名前が付けられていた。

## 参加ミュージシャン
- アクセル・ローズ - ボーカル、シンセサイザー、パーカッション
- スラッシュ - ギター
- イジー・ストラドリン - ギター、バッキング・ボーカル、パーカッション
- ダフ・マッケイガン - ベース、バッキング・ボーカル
- スティーヴン・アドラー - ドラムス